# Pampa Luxsar
Le Pampa Luxsar est un volcan de Bolivie constitué d'un champ volcanique comprenant plusieurs cônes volcaniques et leurs coulées de lave.